# Alopecosa thaleri
Alopecosa thaleri är en spindelart som beskrevs av Hepner och Hannes F. Paulus 2007. Alopecosa thaleri ingår i släktet Alopecosa och familjen vargspindlar.
Artens utbredningsområde är Kanarieöarna. Inga underarter finns listade i Catalogue of Life.